# Грінвілл Тауншип (округ Сомерсет, Пенсільванія)
Грінвілл Тауншип (англ. Greenville Township) — селище (англ. township) в США, в окрузі Сомерсет штату Пенсільванія. Населення — 752 особи (2020).

## Демографія
Згідно з переписом 2010 року, у селищі мешкало 668 осіб у 236 домогосподарствах у складі 184 родин. Було 276 помешкань
Расовий склад населення:
| - 99,9 % — білих |

До двох чи більше рас належало 0,1 %. Частка іспаномовних становила 0,6 % від усіх жителів.
За віковим діапазоном населення розподілялося таким чином: 29,5 % — особи молодші 18 років, 56,9 % — особи у віці 18—64 років, 13,6 % — особи у віці 65 років та старші. Медіана віку мешканця становила 37,3 року. На 100 осіб жіночої статі у селищі припадало 98,8 чоловіків;  на 100 жінок у віці від 18 років та старших — 97,1 чоловіків також старших 18 років.
Середній дохід на одне домашнє господарство  становив 60 719 доларів США (медіана — 50 714), а середній дохід на одну сім'ю — 71 637 доларів (медіана — 62 813). Медіана доходів становила 39 844 долари для чоловіків та 26 875 доларів для жінок. За межею бідності перебувало 19,6 % осіб, у тому числі 32,5 % дітей у віці до 18 років та 8,2 % осіб у віці 65 років та старших.
Цивільне працевлаштоване населення становило 345 осіб. Основні галузі зайнятості: сільське господарство, лісництво, риболовля — 23,2 %, освіта, охорона здоров'я та соціальна допомога — 21,4 %, будівництво — 10,7 %, науковці, спеціалісти, менеджери — 9,0 %.